# Чхёнкхон-сентер
Чхёнкхон-сентер (Cheung Kong Center, 長江集團中心 или Чэун-Кон-сентер) — 63-этажный гонконгский небоскрёб, по состоянию на 2013 год являлся восьмым по высоте зданием города. Расположен в округе Сентрал-энд-Вестерн на острове Гонконг. В городе здание известно как 2QRC (называется так по своему адресу — 2 Queen's Road Central). Имеет пять подземных этажей, 30 лифтов (они оборудованы большими плазменными экранами, транслирующими деловые новости), 1 тыс. парковочных мест. Построен в 1999 году в стиле модернизма (на момент постройки был третьим по высоте зданием Гонконга) на месте бывшего отеля Hilton, разрушенного в 1995-1996 годах. 
Ночью фасад здания освещается при помощи оптико-волоконной системы, управляемой компьютером. В Чхёнкхон-сентер расположены штаб-квартира компании Cheung Kong Group и Фонда Ли Кашина, а также офисы корпораций Allianz, Barclays, Goldman Sachs, Royal Bank of Canada, Royal Bank of Scotland, BlackRock, Банк ВТБ, Bloomberg, McKinsey & Company, PricewaterhouseCoopers, Jefferies Group и главный офис Гонконгской комиссии по ценным бумагам и фьючерсам (SFC). Верхний этаж небоскрёба занимают офис и квартира миллиардера Ли Кашина (это единственное жилое помещение в здании, оно оборудовано бассейном, садом и персональным лифтом).
Девелопером небоскрёба Чхёнкхон-сентер является компания Hutchison Whampoa Property. 11 июня 2005 года французский скалолаз Ален Робер покорил Чхёнкхон-сентер, взобравшись по фасаду без подручных средств приблизительно за час. 15 августа 2019 года Ален Робер вновь поднялся на Чхёнкхон-сентер и водрузил на фасаде транспарант, призывающий к миру между Гонконгом и Китаем. 
К небоскрёбу примыкает маленький частный парк Чхёнкон. 
|       |                 |     |
| Лифты | Пешеходный мост | Сад |